# Antoine Grange
Antoine Grange, dit Desgranges, né le 4 janvier 1757 à Lyon (Rhône) et mort le 31 mars 1832, est un général français de la Révolution et de l’Empire.

## États de service
Il entre en service le 2 mars 1775 dans le régiment de Custine-dragons, il est congédié le 2 mars 1783 avec le grade de brigadier. 
De 1783 à 1791, il est tour à tour marchand de vin, fusilier, puis sergent-major de la milice bourgeoise de Lyon. Le 13 octobre 1791, il est élu capitaine des grenadiers au 2e bataillon de Rhône-et-Loire, et commandant le 1er juillet 1793.
Le 23 prairial an II (11 juin 1794), Il est promu général de brigade provisoire par arrêté du représentant Hentz à l’armée du Rhin. Il est non compris dans l’organisation du 15 messidor an III (3 juillet 1795), il est admis au traitement de chef de brigade réformé le 27 vendémiaire an VII (18 octobre 1797).
Il devient juge de paix dans le canton de Sainte-Colombe-les-Viennes en 1808. Il est admis à la retraite comme adjudant-commandant le 6 juin 1811.

## Sources
- (en) « Generals Who Served in the French Army during the Period 1789 - 1814: Eberle to Exelmans ».
- Georges Six, Dictionnaire biographique des généraux & amiraux français de la Révolution et de l'Empire (1792-1814, Paris, G. Saffroy, 2003 (réimpr. 1971, 1989) (1re éd. 1934), 614-588 p., 2 vol  : T. 1: A-J. -- T. 2: K-Z. (ISBN 978-2-901541-06-6), p. 339.
- Étienne Charavay, Correspondance générale de Carnot, t. III (août-octobre 1793), Imprimerie Nationale, 1887 (lire en ligne), p. 161.